# Dolna Mitropolyia (obchtina)
Dolna Mitropolyia (bulgare : Долна Митрополия) est une obchtina de l'oblast de Pleven en Bulgarie.